# Mary Ellen Rudin
Mary Ellen Rudin, née Estill le 7 décembre 1924 à Hillsboro au Texas et morte le 18 mars 2013 à Madison au Wisconsin, est une mathématicienne américaine spécialiste de la topologie.

## Biographie
Étudiante de l'université du Texas à Austin, elle y a obtenu un B.A. en 1944 et un Ph.D. en 1949, sous la direction de Robert Lee Moore, qui a orienté ses recherches vers la topologie générale. Elle a été Moore Instructor à l'université Duke à Durham (Caroline du Nord). Elle y a rencontré le mathématicien Walter Rudin, qu'elle a épousé en 1953 (ils eurent deux filles et deux fils). De 1953 à 1958, tous deux enseignèrent à l'université de Rochester.
À partir de 1959, ils habitèrent la Rudin House (en) à Madison au Wisconsin, une maison conçue par l'architecte Frank Lloyd Wright. Walter était professeur à l'université du Wisconsin à Madison et Mary simple Lecturer. Ce n'est qu'en 1971 qu'elle fut promue professeur, ce qui correspondait mieux à son activité réelle durant ces toutes ces années.
Elle a été vice-présidente de l'American Mathematical Society en 1980-1981. En 1984, elle a donné une conférence Noether. Elle a été oratrice invitée au Congrès international des mathématiciens de 1974 à Vancouver. Elle est membre honoraire de l'Académie des sciences de Hongrie depuis 1995, et membre de l'Académie américaine des arts et des sciences.
Mary E. Rudin a stimulé la recherche en topologie durant plus de vingt ans. Elle est reconnue pour ses constructions de contre-exemples à des conjectures célèbres. Le plus connu est son « espace de Dowker (en) », un espace normal non localement paracompact dont l'existence contredit une conjecture formulée par Dowker. Elle a aussi démontré la première des trois conjectures de Morita (en) et une version restreinte de la deuxième. Son dernier résultat majeur est une preuve de la conjecture de Nikiel. Son nombre d'Erdős est 1.